# استیون ژانگ
استیون ژانگ (چینی: 张康阳؛ زادهٔ ۲۱ دسامبر ۱۹۹۱) خوداشتغال، کارآفرین و سرمایه‌دار اهل چین است.
وی که بیشتر به عنوان مالک باشگاه فوتبال اینتر میلان ایتالیا شناخته می‌شود، فرزند ژانگ ژیندانگ، یکی از ثروتمندترین افراد جهان است.